# 비푸리주

비푸리 주의 문장

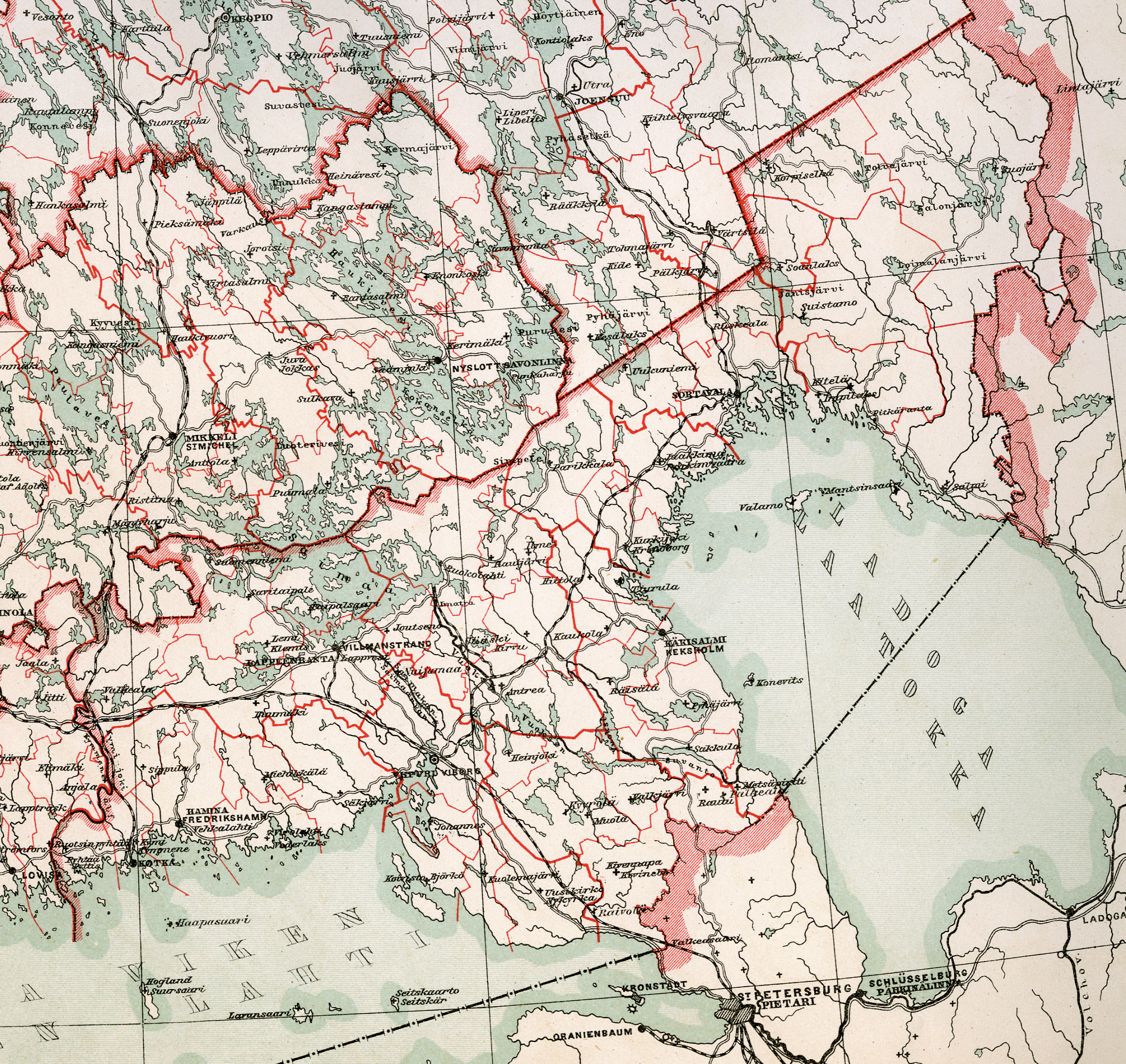
비푸리 주 (1897년)

비푸리주(핀란드어: Viipurin lääni, 스웨덴어: Viborgs län)는 과거 핀란드에 존재했던 주로 1812년부터 1945년까지 존재했던 주이다. 주도는 비푸리이며 면적은 32,134km2(1939년 당시 면적), 인구는 620,838명(1939년 당시 인구), 인구 밀도는 19.3명/km2이었다.
러시아 제국 시대에 존재했던 현인 비보르크 현이 비푸리 주의 전신이다. 1721년과 1743년 러시아 제국이 2차례에 걸쳐 카렐리야를 할양했으며 1744년 비보르크 현이 신설되었다. 1812년 핀란드 대공국의 현인 비푸리 현(스웨덴어로는 비보리 현)이 되었고 1917년 핀란드가 독립하면서 핀란드의 주가 되었다.
겨울 전쟁 때 주 대부분(면적 22,973km2, 주 전체 면적 가운데 71.5%)이 소련에 할양되었다. 계속 전쟁에서 핀란드군이 비푸리 주의 대부분을 탈환했지만 1944년 소련에 다시 점령되었고 레닌그라드 주와 카렐리야-핀란드 소비에트 사회주의 공화국에 편입되었다. 1945년 핀란드령으로 남은 비푸리 주의 일부에서 퀴미 주가 신설되었으며 소련의 점령지는 1947년 파리 조약에 따라 소련에 정식으로 할양되었다.

## 같이 보기
- 비푸리 사본린나주
- 카렐리야 지협